# Velocifero
Velocifero este al patrulea album de studio al formației de muzică electronică Ladytron. Albumul conține 13 piese și a fost produs de Ladytron în colaborare cu Alessandro Cortini de la Nine Inch Nails și Vicarious Bliss. Piesele lansate ca single au fost "Ghosts", "Runaway" și "Tomorrow".
Cei de la Ladytron susțin că termenul "velocifero" înseamnă "the bringer of speed" și este de asemenea și numele unui scuter. "Kletva" este un cover după o piesă populară bulgărească. "Versus" este cântată în duet de Helen Marnie și Daniel Hunt.
Piesa "Runaway" a apărut pe coloana sonoră a jocului FIFA 09.

## Ediții și conținut[2]
Toate piesele au fost compuse de Ladytron.

### Albumul standard
1. "Black Cat" – 5:08
2. "Ghosts" – 4:42
3. "I'm Not Scared" – 3:58
4. "Runaway" – 4:50
5. "Season of Illusions" – 4:01
6. "Burning Up" – 4:08
7. "Kletva" – 2:42
8. "They Gave You a Heart, They Gave You a Name" – 3:28
9. "Predict the Day" – 4:25
10. "The Lovers" – 2:38
11. "Deep Blue" – 5:02
12. "Tomorrow" – 3:35
13. "Versus"  – 5:43

### Velocifero (Remixed & Rare)
În 2009 Ladytron au lansat patru compilații digitale cu remixuri pentru fiecare album de studio scos până în acel moment.
1. "Ghosts" (Toxic Avenger Remix) - 3:37
2. "Tomorrow" (Apparat Remix) - 5:39
3. "Runaway" (James Zabiela's Red Eye Remix) - 8:59
4. "Predict the Day" (Grey Ghost Remix) - 6:05
5. "Runaway" (ADULT. Remix) - 5:02
6. "Tomorrow" (Vector Lovers Lucky Remix) - 6:53
7. "Ghosts" (Modwheelmood Remix) - 4:28
8. "Tomorrow" (Jim Abbiss Radio Remix) - 3:34
9. "Versus" (Kindle Remix) - 4:38
10. "Tomorrow" (Port-Royal Remix) - 3:36
11. "Runaway" (Brendan Long Remix) - 5:17
12. "Tomorrow" (Dirty Vegas Club Remix) - 9:22
13. "Runaway" (Ashtar Command Remix) - 4:40